# 約束 (ドクター・フーのエピソード)
「約束」（やくそく、原題: "The Pilot"）は、イギリスのSFドラマ『ドクター・フー』の第10シリーズ第1話。脚本はスティーヴン・モファットが執筆し、2017年4月15日に BBC One で初放送された。「約束」はパール・マッキーの初出演やシリーズのソフトリブートが称賛された。
本作からは第9シリーズで離脱したクララ・オズワルド（演:ジェナ・ルイーズ・コールマン）の代わりにビル・ポッツ（演:パール・マッキー）がコンパニオンとして加わる。セントルーク大学の食堂に勤務するビルは聴講した講義を請け負っている12代目ドクター（演:ピーター・カパルディ）に目を付けられ、彼によるマンツーマンの指導を受けることになる。一方で彼女のガールフレンドであるヘザー（演:ステファニー・ハイアン）は大学構内に出現した水溜りに引きずり込まれ、水のような液体で構築された肉体を手に入れる。ヘザーはビルを置いて行かないという約束を守るために液体となった体でビルを追跡し、ビルはドクターとナードル（演:マット・ルーカス）に助けを求める。

## プロット

### ミニエピソード
"Friend from the Future" というタイトルで、2016年4月23日に２分間のビデオが公開された。このビデオではドクターとビルがダーレクから逃げて隠れる様子が描写されている。当初ビルはダーレクの風貌や言動を面白がっていたところをドクターに窘められるが、最後に彼らの背後にダーレクが迫っているところでビデオは終わる。

### 連続性
ドクターは妻リヴァー・ソングと孫娘スーザン・フォアマンの写真を額に入れて卓上に置いている。また、机にはクラシックシリーズと新シリーズのソニック・スクリュードライバーが置かれている。
ヘザーに追われたターディスが到着した戦場は、4代目ドクターの Destiny of the Daleks（1979年）で初めて言及されたモヴェラン人とダーレクの戦争が展開されている。
ドクターは「旅の終わり」（2008年）でドナ・ノーブルの記憶を消した時のように、ビルの記憶を消そうとする。記憶を消す際にドクターがどう感じるのかについてビルが問うシーンでは、第9シリーズのフィナーレ「時空の果てで」（2015年）での出来事を反映し、クララのテーマ曲が流れている。

## 製作
「約束」の台本の読み合わせは次話「スマイル}」と共に2016年6月14日に行われた。これらエピソードの撮影は2016年6月20日に始まり、7月28日に完了した。元々のタイトルは "A Star in Her Eye" が予定されていたが、放送以前の2017年5月に "The Pilot" に変更されたことが明かされた。このタイトルには新しいシリーズで"リブート"したという意味が込められている。

### 配役
本作はビル・ポッツ役のパール・マッキーが初めて出演するエピソードである。また、ビルの里親であるモリス役のジェニファー・ヘネシーは『ドクター・フー』第3シリーズ「大渋滞」（2007年）でバレリー役を演じていた

## 放送と反応
本作はリアルタイム視聴者数464万人を記録した。All Round to Mrs. Brown's (en) と 『ブリテンズ・ゴット・タレント』に次いで3番目の記録を残した。タイムシフト視聴者を加算すると視聴者数は668万人に上り、Appreciation Index は83となった。
日本では放送されていないが、第9シリーズとの間のクリスマススペシャル「リヴァーソングの夫」と「帰ってきたドクター・ミステリオ」の配信開始から1週間後の2018年3月31日、Huluで第10シリーズの独占配信が開始された。

### 上映
「約束」はテレビでの放送後、アメリカ合衆国で2017年4月17日と19日に映画館で上映された。「約束」の上映の後はスピンオフシリーズ『CLASS/クラス』の第1話「命がけのプロム」とパール・マッキーの舞台裏映像、そしてシリーズを通しての彼女の旅の様子が上映された。
オーストラリアでは2017年4月16日にボーナス映像 "Becoming The Companion" と共に上映された。

### 批評家の反応
| 専門評論家によるレビュー           | 専門評論家によるレビュー |
| レビュー・スコア                   | レビュー・スコア         |
| 出典                               | 評価                     |
| ---------------------------------- | ------------------------ |
| The A.V. Club                      | B                        |
| エンターテインメント・ウィークリー | A-                       |
| SFX                                | [ 20 ]                   |
| TV Fanatic                         | [ 21 ]                   |
| IndieWire                          | B+                       |
| IGN                                | 8.3                      |
| ニューヨーク・マガジン             | [ 24 ]                   |
| ラジオ・タイムズ                   | [ 25 ]                   |
| デイリー・テレグラフ               | [ 26 ]                   |

「約束」は肯定的なレビューを受けた。多くの批評家はパール・マッキーの導入を称賛するとともに、本作を新シーズンの第1話として評価するだけでなく、エピソードの構造がシリーズのリブートを可能にした点を指摘した。
The A.V. Clubのアラスデア・ウィルキンスは本作にB評価を付け、「ビルを新コンパニオンとしてしっかりと導入していて、パール・マッキーはこれまでのどの新シリーズのコンパニオンとも明確に違うエネルギーをもたらしている」と綴った。彼は前シリーズが非常に強力であったと指摘し、本作は「本当の楽しみが始まる前の、軽いが必要なテーブルセットだと楽観的に考える必要がある」と述べてレビューを締め括った。
エンターテインメント・ウィークリーのニベア・セラノは本作にA-の評価を与えた。セラノは、12代目ドクターが以前のシリーズで余りにも暗すぎて楽しくないドクターになっていたと指摘し、本作が番組とドクターのいずれにとっても新鮮な始まりになると評価した。Games Radar のゾーイ・デラハンティ＝ライトは、ビルの導入が急だったとし、本作のエイリアンも期待に届くまであと一歩だったとした。しかしライトは本作が「第10シリーズのための十分な基礎を築いた」称賛し、ビルのキャラクター性も高く評価した。TV Fanatics のキャサリン・ヴィーデルはパール・マッキーを素晴らしいと評価し、エピソードのテンポやナードルのコメディ描写およびエイリアンも称賛した。また、彼女はドクターが死亡したビルの母親の写真を撮るために過去へ遡った場面の情緒的な響きも絶賛した。IndieWireのハン・グエンは本作をB+と評価し、ビル・ポッツの初登場に対しても「親しみやすく心地よいものだった」と語った。
IGNのスコット・コルーラは本作に8.3点を付け、「平和的で楽しい導入」であると表現し、「スタンダードな『ドクター・フー』のチェックポイントを打っている」とした。また、彼はエピソード全体について「ドクターのための軽くても楽しい小旅行」であると評価し、ビルのキャラクター性をひどく気に入った。ニューヨーク・マガジンのロス・ルーディガーは星4つを与え、これまでのコンパニオンと比較して「ペースが素晴らしく変わった」とビルを評価し、またエピソードに残された謎を称賛した。
エピソードの放送前にラジオ・タイムズ紙のパトリック・マルケーンは肯定的なレビューをしており、パール・マッキーについて「即座に駆け出しコンパニオンのビルとして勝利している」と述べ、ナードルについても漫才・屁理屈・奇声といったコメディ描写を称賛し、エピソード全体を「完璧なリブートだ」と称えたまた、彼は放送後にも肯定的なレビューをし、ビルとヘザーの恋愛がエピソードの筋書きにどれほど沿っていたかを語った。
ザ・テレグラフのベン・ローレンスはビルの人間性と暖かさはマッキーから与えられたものであるとし、12代目ドクターとの相性の良さを指摘した。彼は「全てのボタンを押しはしなかった」としたものの星4つを与え、全体を通して良い評価を与えた。同じくザ・テレグラフのキャサリン・ギーは否定寄りのレビューをしており、「重々しく不格好な導入」だったと述べ、「薄っぺらいストーリー、ダサい特殊効果、未発達な敵に失望させられた」とした。ギーはパール・マッキーが良い仕事をしたと認めた一方、テレビでの実績がほとんどないことを考慮に入れつつもジェナ・ルイーズ・コールマンのようなカリスマ性がないと指摘した。ギーはビルのキャラクター性が「ゴチャゴチャしている」と感じたが、背景が中流階級でないキャラクターを登場させたことについて称賛した。なお、彼女はマレイ・ゴールドのスコアを批判した。
デン・オブ・ギークのサイモン・ブリューも肯定的なレビューをしており、これまでの新シーズン第1話ほどエネルギッシュではないにも拘わらずユーモアとマッキーの演技が良かったと称賛した。デジタル・スパイのモーガン・ジェフェリーも主に肯定的なレビューをし、本作が新規視聴者にも楽しめるソフトリブートであると考えた。ジェフェリーはマッキーが「即座に興味を引いた」とし、12代目ドクターとの相性を褒めた。また、彼はビジュアルと「張りのある演出」を称賛した。しかし一方で、彼はエピソードが最後の10分で方向性を失ったと感じ、ナードルも余計な存在という印象を受けた。